# Kaplica św. Kingi
Kaplica św. Kingi – podziemna kaplica znajdująca się 101 metrów pod ziemią w Kopalni Soli „Wieliczka”, w województwie małopolskim, w powiecie wielickim, w gminie Wieliczka.

## Opis
Kaplica św. Kingi znajduje się w Kopalni Soli „Wieliczka” 101 metrów pod ziemią. Powstała w 1896 roku. Ma około 12 metrów wysokości, 18 metrów szerokości i 54 metry długości. Nad wyglądem kaplicy pracowano przez około 70 lat, a ostatnie rzeźby, w tym pomnik świętego Jana Pawła II, powstały na przełomie XX i XXI wieku. We wnęce stołu ołtarzowego od 1994 roku znajdują się relikwie św. Kingi. W kaplicy odbywają się msze święte z okazji imienin patronki św. Kingi oraz św. Barbary, a także pasterki. Z uwagi na doskonałą akustykę w kaplicy odbywają się również koncerty np. Blackmore’s Night czy koncert Nigela Kennedy’ego.

## Trzyczęściowy ołtarz
W Kaplicy św. Kingi znajduje się trzyczęściowy ołtarz który został wykonany przez Józefa Markowskiego. Jest on głównym elementem wystroju kaplicy, składającym się z trzech części. W środku ołtarzu znajdował się obraz olejny Ferdynanda Olesińskiego który przedstawiał św. Kingę oraz górnika, który wręczył jej wydobyty z soli pierścień. W 1914 roku został on zastąpiony figurą św. Kingi, którą Józef Markowski wykuł w soli.

## Płaskorzeźba „Ostatnia wieczerza”

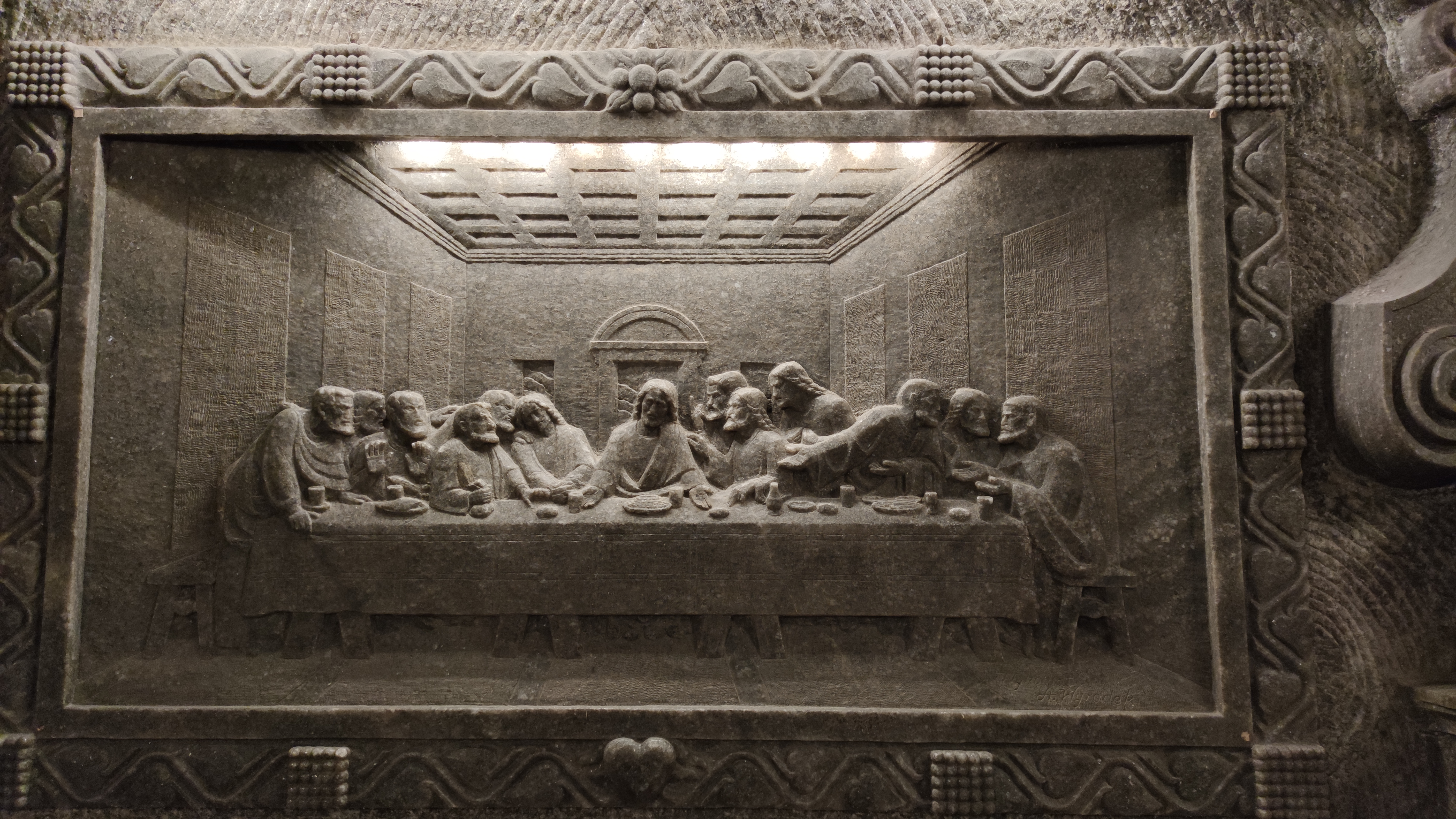
Płaskorzeźba „Ostatnia Wieczerza”

W Kaplicy św. Kingi znajduje się płaskorzeźba przedstawiająca Ostatnią Wieczerzę, inspirowaną dziełem Leonarda da Vinci „Ostatnia Wieczerza”. Płaskorzeźbę wykonał górnik Antoni Wyrodek. Na ścianach kaplicy znajdują się również inne płaskorzeźby przedstawiające wydarzenia opisane w Biblii.

## Pomnik Jana Pawła II
W 1999 roku w kaplicy św. Kingi wybudowano rzeźbę przedstawiająca Jana Pawła II, wykonaną w całości z soli, a jej powstanie zainicjował Czesław Dźwigaj, który stworzył projekt rzeźby. Wykonał ją Stanisław Anioł wraz z Pawłem Janowskim i Piotrem Starowiczem. Jest to jedyny na świecie solny pomnik przedstawiający papieża.

## Galeria

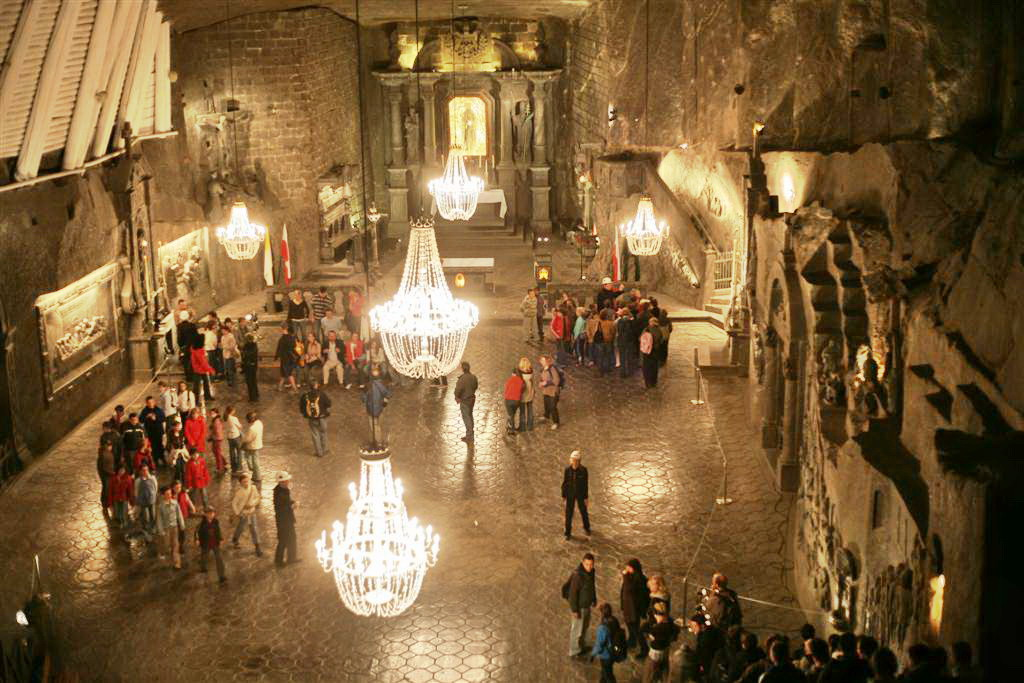
Kaplica św. Kingi w 2007 roku
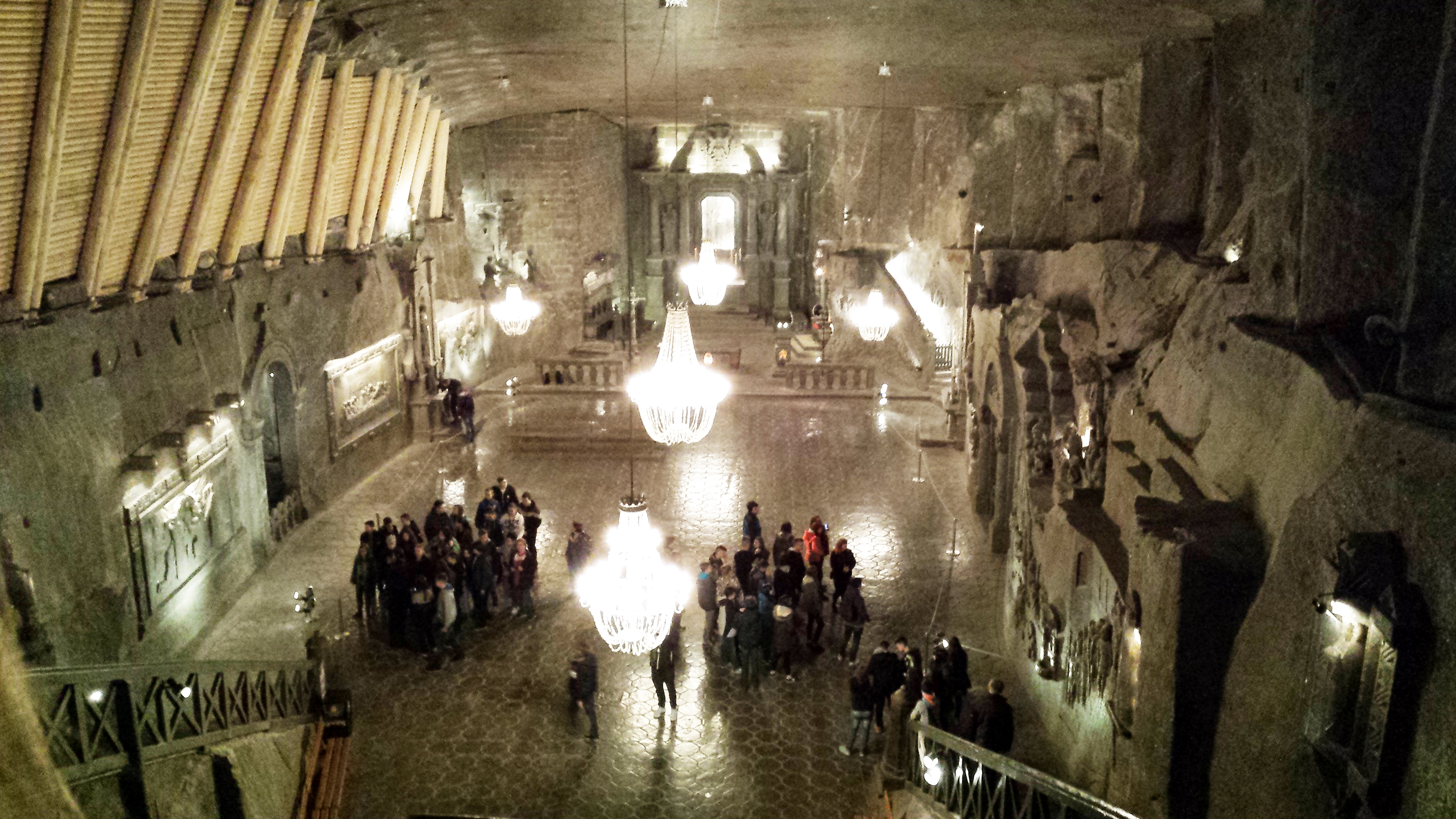
Kaplica św. Kingi w 2015 roku
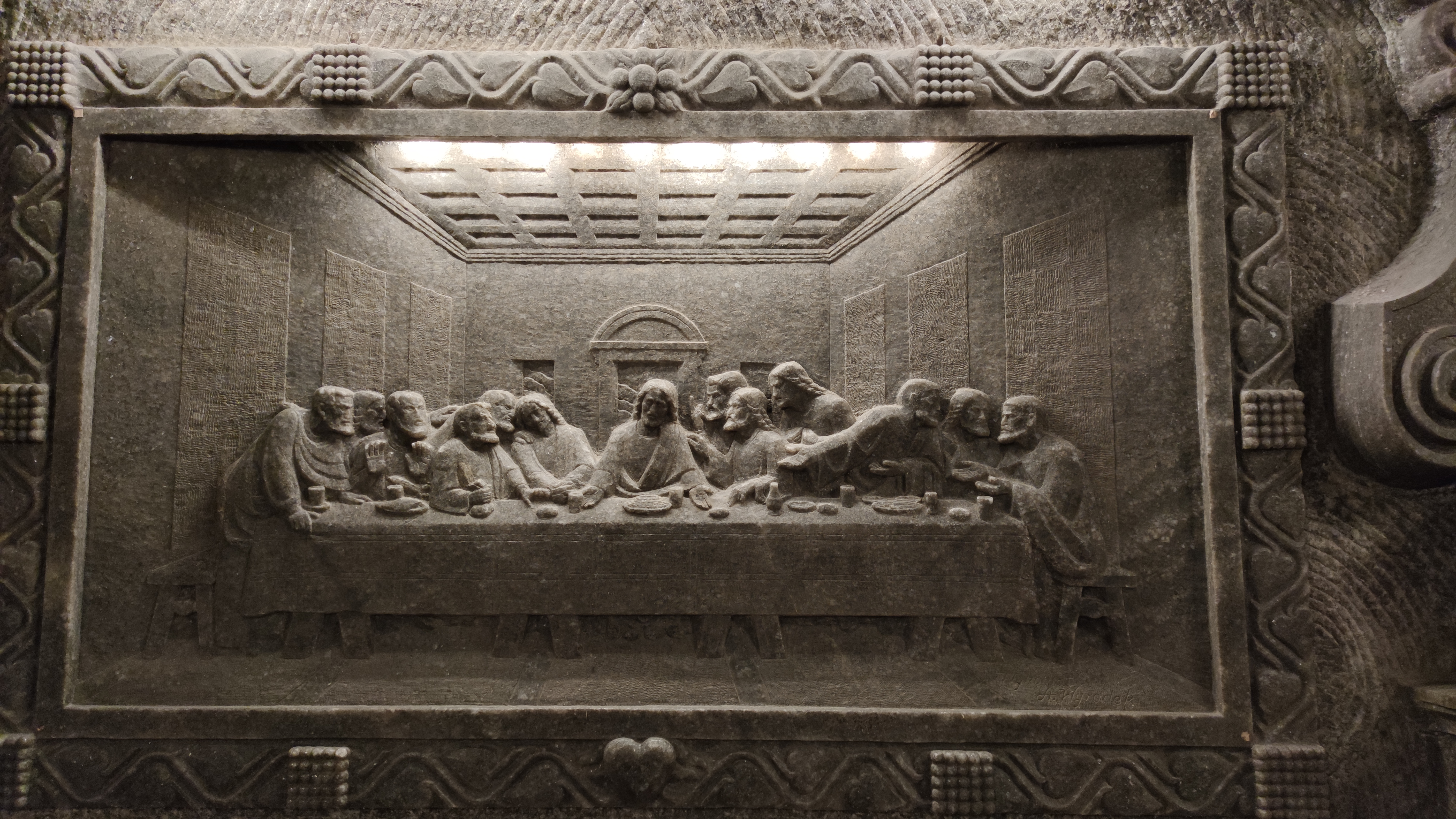
Płaskorzeźba przedstawiająca Ostatnią Wieczerze.
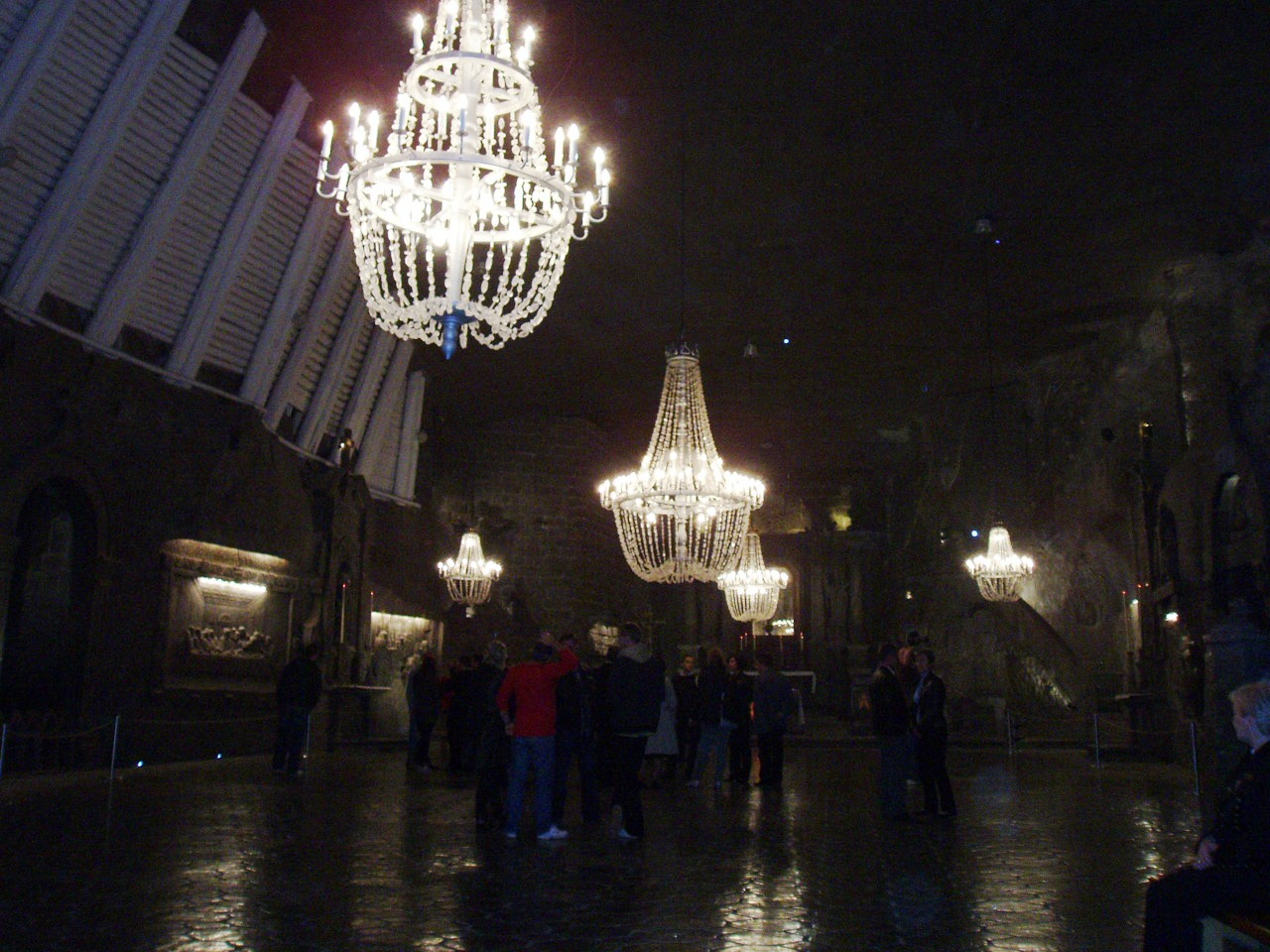
Środek kaplicy
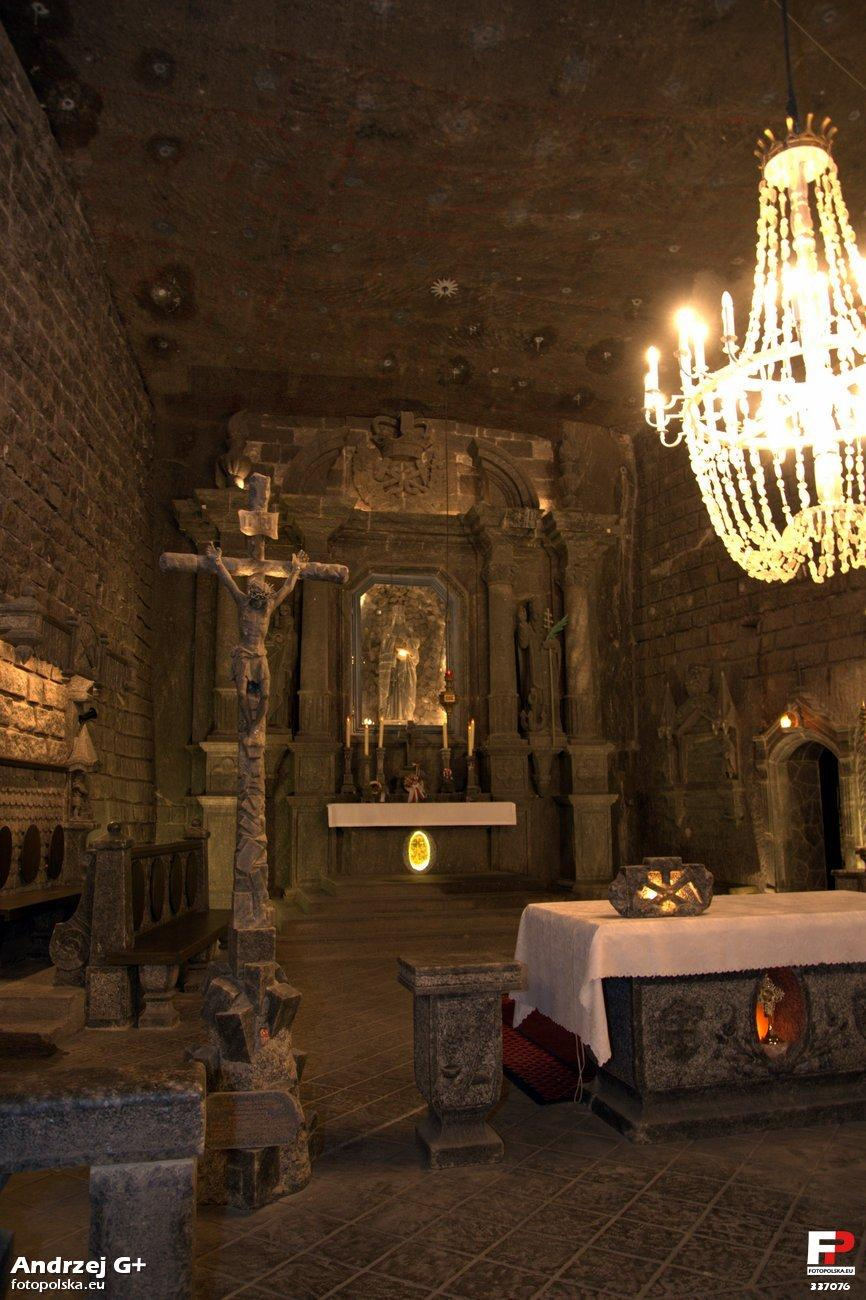
Ołtarz w kaplicy
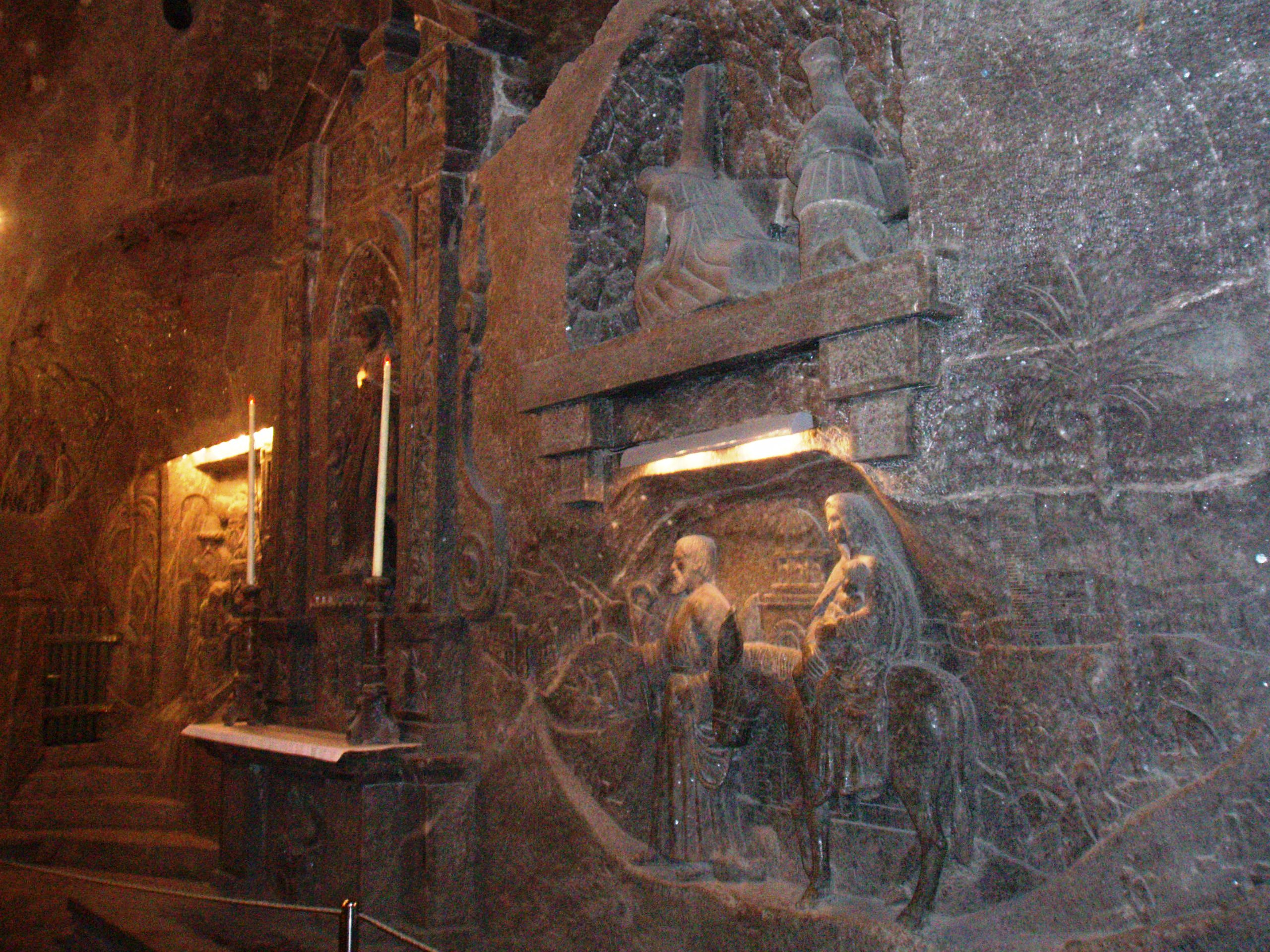
Fragment kaplicy
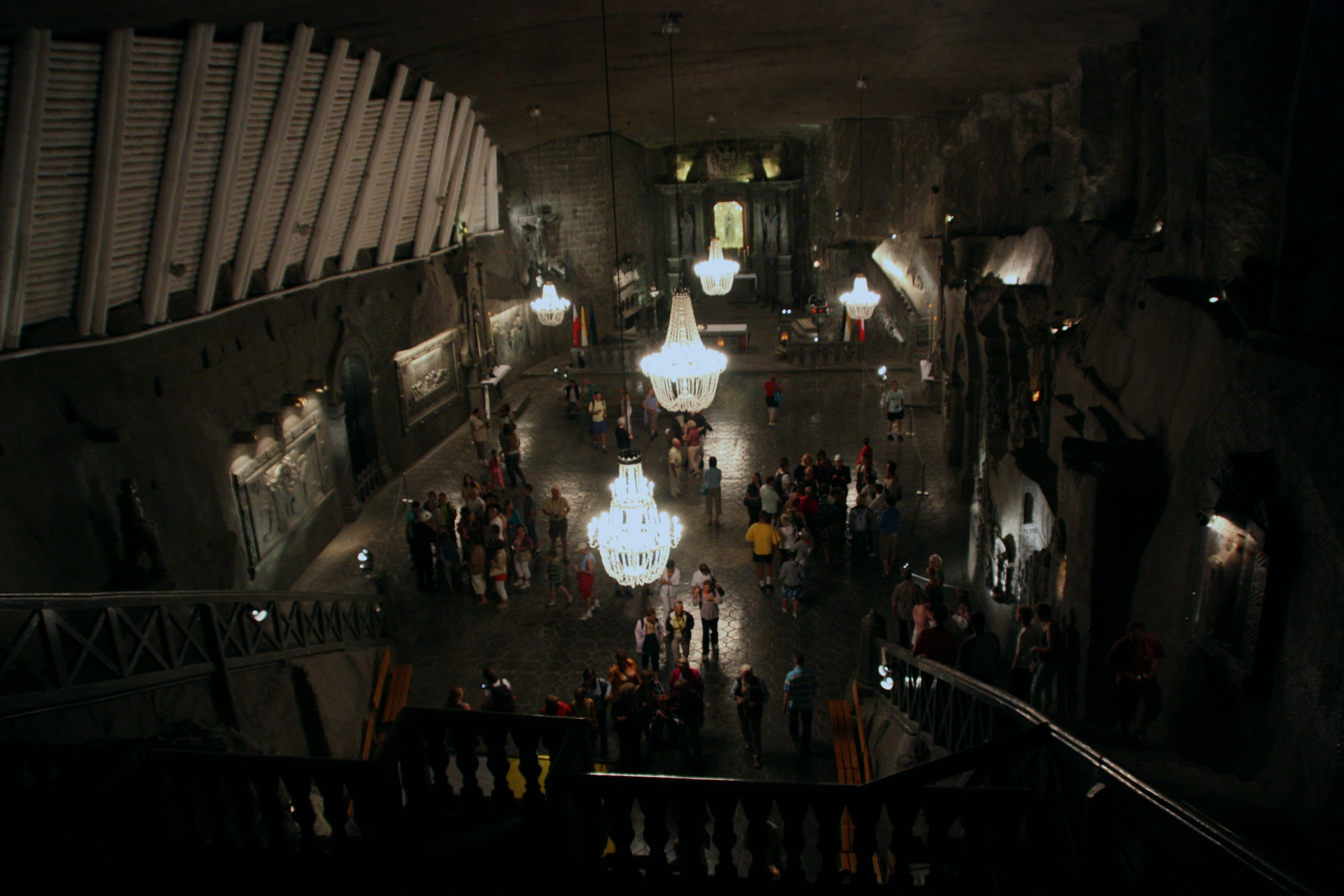
Kaplica w 2009 roku
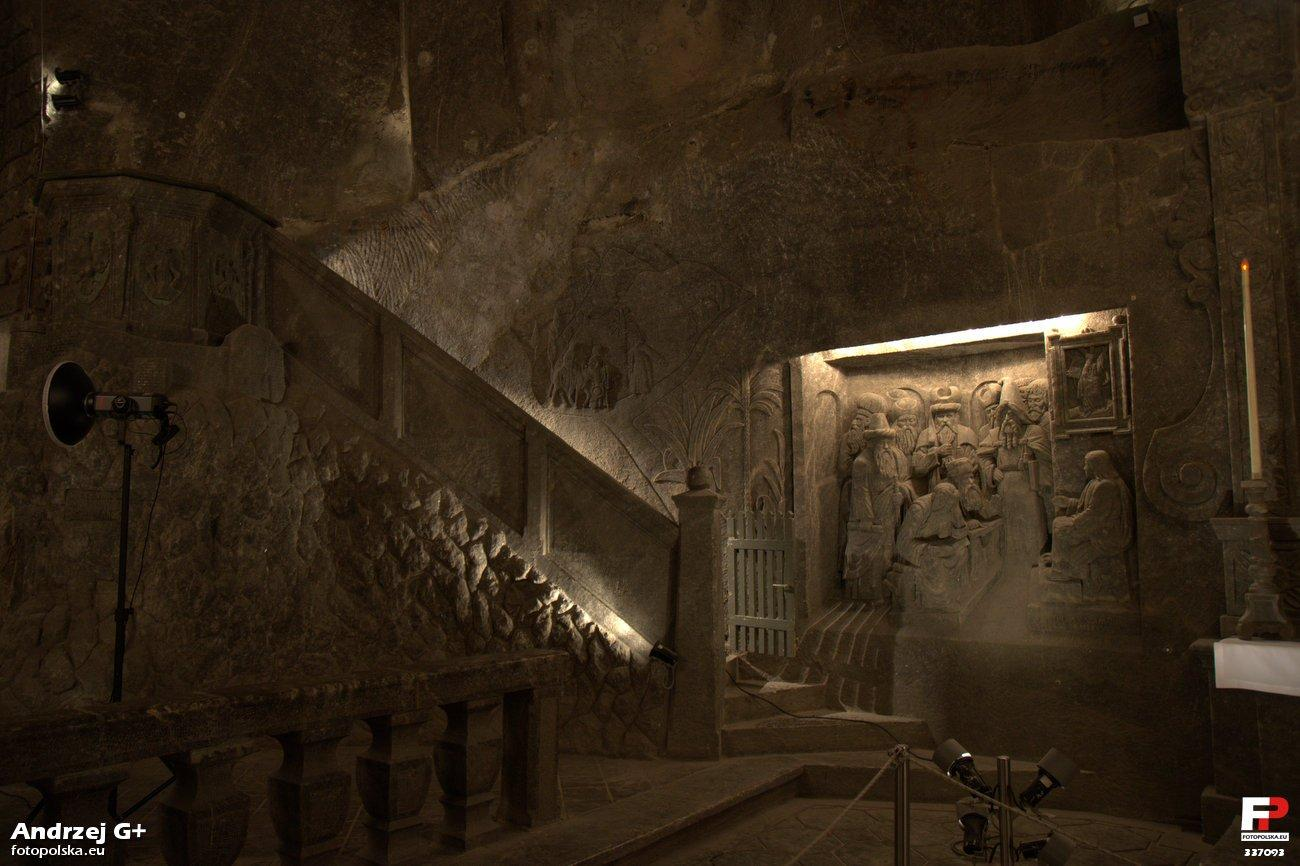
Po prawej stronie zdjęcia znajduje się, płaskorzeźba "Dwunastoletni Chrystus nauczający w świątyni", wykonana przez Antoniego Wyrobka.
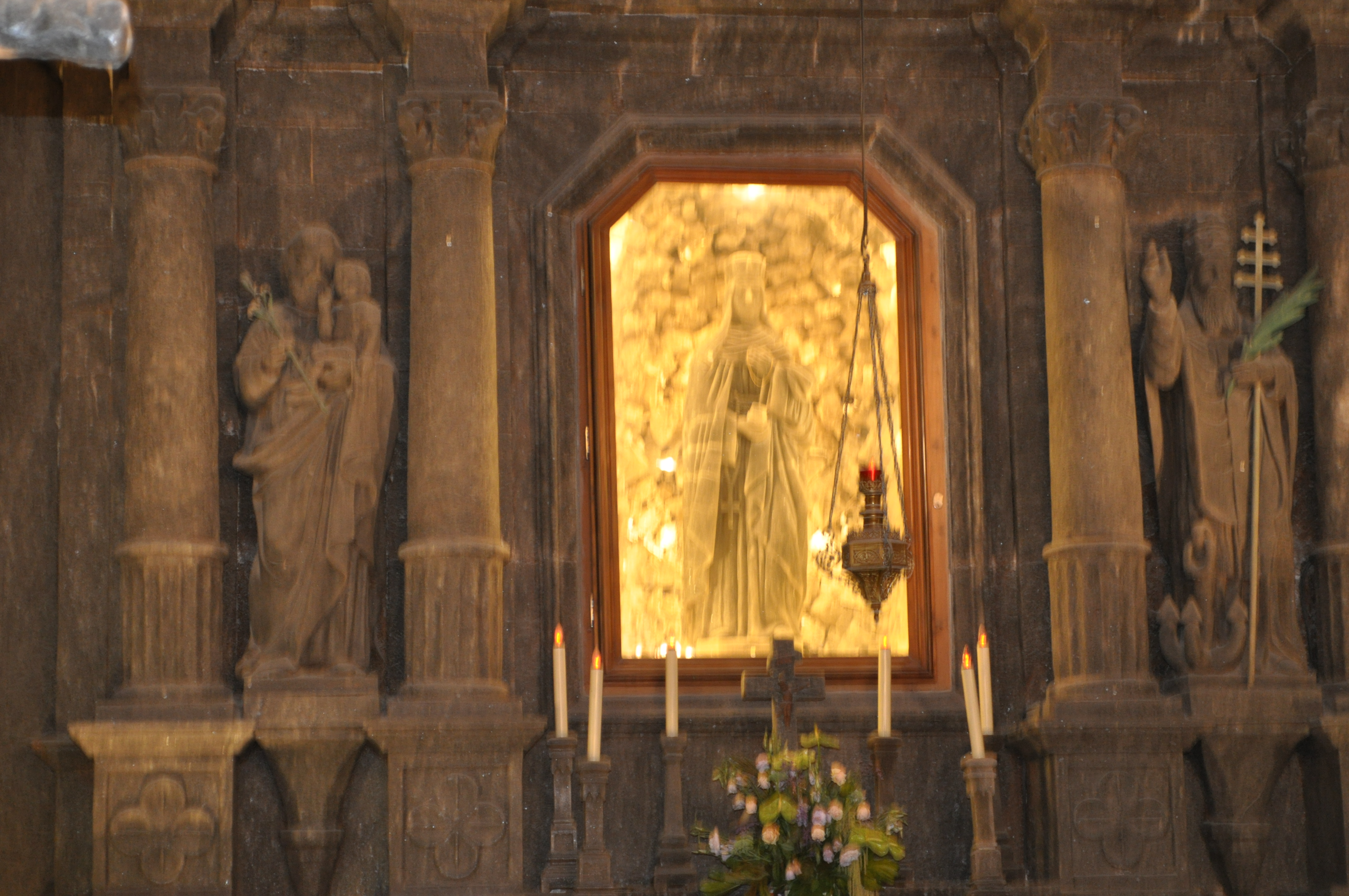
Ołtarz w kaplicy